# Novi Benoi
Novi Benoi (en rus: Новый Беной) és un poble de la república de Txetxènia, a Rússia, segons el cens del 2022 tenia 1.740 habitants.